# 革命和民主道德绿色运动
革命和民主道德绿色运动（西班牙語：Movimiento Verde Ético Revolucionario y Democrático，缩写为Mover），2021年以前称主权祖国联盟运动（缩写为Alianza País），是厄瓜多尔的一个政党。该党成立于2006年4月3日，创始人是拉斐尔·科雷亚。该党原为中左翼政党；2018年后，在莱宁·莫雷诺的领导下，该党迅速右转，转而奉行新自由主义和第三条道路。该党曾加入玻利瓦尔人民大会。
该党主张对内建立民主、稳定的社会，实现法律公正，加强经济、社会和环境的协调与平衡，建立完全竞争的市场经济机制，打破少数经济寡头的行业垄断；对外维护国家独立和与美国保持距離，在能源、货币和文化等方面，与拉美地区合作。